# 前橋育英高等学校
前橋育英高等学校（まえばしいくえいこうとうがっこう）は、群馬県前橋市朝日が丘町に所在する私立高等学校。

## 概要
略称は、「育英」、「前育」など。全日制の高校入試の総募集定員は510名ほどで、全校生徒数はおよそ1400人のマンモス校である。
学校法人群馬育英学園は、前橋育英高校のほかに高崎市に育英大学・育英短期大学も設置している。
なお、宮城県にある仙台育英学園高等学校、兵庫県にある育英高等学校、奈良県にある奈良育英高等学校などとは無関係である。

## 建学の精神
正直・純潔・無私・愛の道義標準に基づく道徳理念を培い、知育・徳育・体育を以って人格の陶冶と錬成をはかり、つねに国際的視野に立って、世界平和と社会の福祉に貢献できる人材の育成を期する

## 校歌
- 草野心平　作詞
- 小山清茂　作曲[7]

## 設置学科
全日制（修業年限 3年制）
- 普通科
  - 特別進学コース
  - 総合進学コース
  - スポーツ科学コース
  - 保育コース

## 沿革
（沿革節の主要な出典は公式サイト）
- 1963年（昭和38年） - 創立。普通科。男子のみ。
- 1970年 - 保育科（女子）を新設。
- 1976年 - 普通科に体育コース（男子）を新設。
- 1983年 - 英語科を新設（女子）。本校組織を男子部（普通科）、女子部（保育科・英語科）とする。
- 1984年 - 普通科体育コースを体育科（男子）に改組。
- 1994年 - 普通科を男女共学とする。
- 1999年 - 英語科を募集停止。普通科を定員増。
- 2009年 - 体育科を募集停止し、普通科スポーツ科学コースに改組。
- 2013年 ‐ 全国高等学校野球選手権大会優勝。創立50周年記念式典。
- 2018年 - 全国高校サッカー選手権大会優勝。
- 2022年 - 保育科を募集停止し、普通科保育コースに改組。
- 2023年 - 創立60周年。

## 部活動
サッカー部・硬式野球部・陸上競技部・バスケットボール部・柔道部・剣道部・レスリング部・ゴルフ部（以上男子）、サッカー部・陸上競技部・柔道部・ソフトボール部・レスリング部・ゴルフ部（以上女子）が強化指定クラブに指定されている。

### 男子サッカー部
全国大会の常連校であり、選手権優勝2回、準優勝2回、四強4回の実績を誇る。山口素弘や松田直樹、細貝萌らをはじめ70名以上のプロサッカー選手を輩出している。別校地にサッカー高崎グラウンドと呼ばれる練習場があり、部活動の練習場に留まらずU-18の公式戦 やザスパクサツ群馬の練習場などにも利用されている。
- 2009年 全国高等学校総合体育大会サッカー競技大会優勝
- 2010年 サニックス杯国際ユースサッカー大会優勝
- 2014年 第93回全国高等学校サッカー選手権大会準優勝
- 2016年 第95回全国高等学校サッカー選手権大会準優勝
- 2017年 第96回全国高等学校サッカー選手権大会優勝[13]
- 2022年 全国高等学校総合体育大会サッカー競技大会優勝
- 2024年 第103回全国高等学校サッカー選手権大会優勝[14]

### 硬式野球部
近年になってからは、群馬県の高校野球を代表する強豪校として知られている。
2013年に高橋光成らを擁しての夏の甲子園では初出場で初優勝し、2021年には史上初となる夏の県予選5連覇を成し遂げた。荒井直樹監督が社会人野球のいすゞ自動車硬式野球部（2002年をもって活動休止）でプレーしていたことから、ユニフォームは同社の硬式野球部のデザインを流用したものが使われている。

### 男子バスケットボール部
ウインターカップの出場回数は16度を数え、冬夏通算4度の8強入りを果たしている。OBには、秋田ノーザンハピネッツに所属している熊谷航がいる。

### 陸上競技部
令和3年度の学校対抗では10年連続15度目の優勝に輝いた。
特に、棒高跳びでは毎年全国での上位進出が目立っている。

### 女子サッカー部
平成30年度のインターハイでは四強入りを果たした。

## 騒動・不祥事
- 前橋育英高校男子バスケットボール部の当時の監督が2013年4月から8月にかけて複数の部員に暴力を振るっていたとして、学校法人群馬育英学園は2014年3月、元監督に90日間の停職処分を下した[16]。

## 著名な出身者

### サッカー
- 山口素弘 - 元サッカー選手、1998年フランスワールドカップ日本代表
- 上村祐司 - 元サッカー選手、大宮アルディージャ
- 松田直樹 - 元サッカー選手、2002年日韓ワールドカップ日本代表、横浜F・マリノス永久欠番3
- 板橋裕也 - 元サッカー選手、栃木SC
- 大島秀夫 - 元サッカー選手、ギラヴァンツ北九州
- 小久保純 - 元サッカー選手、モンテディオ山形
- 松下裕樹 - 元サッカー選手、ザスパクサツ群馬、前橋育英コーチ
- 岩丸史也 - 元サッカー選手、ザスパクサツ群馬、元アテネ五輪予選代表
- 佐藤正美 - 元サッカー選手、横浜FC、前橋育英OB会会長
- 茂原岳人 - 元サッカー選手、元日本代表
- 青木剛 - 元サッカー選手、南葛SC、元日本代表
- 大谷昌司 - 元サッカー選手、アルテ高崎
- 大谷圭志 - 元サッカー選手、FC東京
- 坪内秀介 - 元サッカー選手、ザスパクサツ群馬
- 相川進也 - 元サッカー選手、FC岐阜
- 須田剛史 - 元サッカー選手、サンフレッチェ広島
- 佐田聡太郎 - 元サッカー選手、サンフレッチェ広島
- 岡本勇輝 - 元サッカー選手、プログレスル・コラビア
- 吉田正樹 - 元サッカー選手、東京23FC監督
- 小暮直樹 - 元サッカー選手、ガンバ大阪
- 廣井友信 - 元サッカー選手、ツエーゲン金沢
- 常澤聡 - 元サッカー選手、FCマルヤス岡崎
- 関憲太郎 - 元サッカー選手、レノファ山口FC ※前橋育英高校から国見高校に転校
- 小泉訓 - 元サッカー選手、徳島ヴォルティス
- 小林竜樹 - 元サッカー選手、ザスパクサツ群馬、2007ユニバーシアード代表
- 武田英明 - 元サッカー選手、ファジアーノ岡山
- 細貝萌 - 元サッカー選手、ザスパ群馬、元日本代表、ザスパ群馬社長
- 青山直晃 - 元サッカー選手、元北京五輪代表、元日本代表
- 吉澤正悟- 元サッカー選手、アルビレックス新潟
- 後藤涼 - 元サッカー選手、ザスパ群馬
- 田中亜土夢 - サッカー選手、HJKヘルシンキ、元U-20代表、フィンランド式サウナ公式アンバサダー、日本モルック協会公式アンバサダー、2025大阪関西万博フィンランド公式アンバサダー
- 市川祐樹 - サッカー選手、ゲイラン・インターナショナルFC
- 反町一輝 - 元サッカー選手、ザスパ草津
- 岩沼俊介 - サッカー選手、SHIBUYA CITY FC
- 三澤慶一 - 元サッカー選手、東京23フットボールクラブ
- 廣瀬智靖 - 元サッカー選手、徳島ヴォルティス
- 青木拓矢 - サッカー選手、FC岐阜、元日本代表
- 佐藤穣 - サッカー選手、FCグルベネ2005（ヴィルスリーガ）
- 六平光成 - 元サッカー選手、ギラヴァンツ北九州
- 米田賢生 - 元サッカー選手、BKS(ポーランド)
- 中美慶哉 - 元サッカー選手、松本山雅FC
- 皆川佑介 - サッカー選手、ナガワールドFC（カンボジア）
- 小島秀仁 - サッカー選手、Y.S.C.C.横浜、元U-17代表（U-17ワールドカップ2009出場）
- 北爪健吾 - サッカー選手、清水エスパルス、2013ユニバーシアード代表
- 川岸祐輔 - 元サッカー選手、ザスパクサツ群馬
- 小牟田洋佑 - 元サッカー選手、ザスパクサツ群馬
- 富澤雅也 - サッカー選手、V・ファーレン長崎
- 横山翔平 - サッカー選手、NKヴァラジュディン
- 白石智之 - サッカー選手、レイラック滋賀FC
- 廣瀬慧 - サッカー選手、ジョホール・ダルル・タクジムII FC
- 蔦颯  - 元サッカー選手、ヴァンラーレ八戸
- 佐藤祐太 - サッカー選手、FC琉球
- 渡邊凌磨 - サッカー選手、浦和レッズ
- 坂元達裕 - サッカー選手、コベントリー・シティFC、元日本代表
- 吉田舜 - サッカー選手、浦和レッズ
- 吉永大志 - サッカー選手、福島ユナイテッド
- 河西真 - 元サッカー選手、ラインメール青森
- 鈴木徳真 - サッカー選手、ガンバ大阪
- 小泉佳穂 - サッカー選手、柏レイソル
- 岡村大八 - サッカー選手、FC町田ゼルビア
- 宮本裕大 - サッカー選手、ブロニ・ラドム
- 野口竜彦 - サッカー選手、ヴィアティン三重
- 金子拓郎 - サッカー選手、浦和レッズ
- 吉田朋恭 - サッカー選手、テゲバジャーロ宮崎
- 源ガブリエル - サッカー選手、ヴェルフェ矢板、通訳
- 綿引康 - サッカー選手、SC相模原
- 大畑隆也 - サッカー選手、ザスパ群馬
- 岩下航 - サッカー選手、ロアッソ熊本
- 角田涼太朗 - サッカー選手、カーディフ・シティFC
- 松田陸 - サッカー選手、ジェフユナイテッド市原・千葉
- 後藤田亘輝 - サッカー選手、水戸ホーリーホック
- 渡邊泰基 - サッカー選手、横浜F・マリノス
- 田部井涼 - サッカー選手、ファジアーノ岡山
- 田部井悠 - サッカー選手、レイラック滋賀
- 五十嵐理人 - 元サッカー選手、レイラック滋賀
- 宮崎鴻 - サッカー選手、ベガルタ仙台
- 飯島陸 - サッカー選手、ヴァンフォーレ甲府
- 水多海斗 - サッカー選手、アルミニア・ビーレフェルト（ドイツ）
- 榎本樹 - サッカー選手、ヤング・ライオンズ
- 秋山裕紀 - サッカー選手、アルビレックス新潟
- 近藤友喜 - サッカー選手、北海道コンサドーレ札幌
- 室井彗佑 - サッカー選手、横浜FC
- 高橋尚紀 - サッカー選手、カマタマーレ讃岐
- 山原康太郎 - サッカー選手、愛媛FC
- 鏑木瑞生 - サッカー選手、ヴァンファーレ八戸
- 渡邉綾平 - サッカー選手、サガン鳥栖
- 櫻井辰徳- サッカー選手、ヴィッセル神戸（2025年はサガン鳥栖へ育成型期限付き移籍）
- 稲村隼翔 - サッカー選手、セルティックFC
- 新井悠太 - サッカー選手、東京ヴェルディ1969
- 中村草太 - サッカー選手、サンフレッチェ広島
- 熊倉弘達 - サッカー選手、ヴァンフォーレ甲府
- 熊倉弘貴 - サッカー選手、横浜FC
- 村田迅 - サッカー選手、ツエーゲン金沢
- 牧野虎太郎 - サッカー選手、AC長野パルセイロ
- 岡本一真 - サッカー選手、モンテディオ山形
- 笠柳翼 - サッカー選手、V・ファーレン長崎

### 女子サッカー
- 島袋奈美恵 - サッカー選手、サンフレッチェ広島レジーナ
- 久保田明未 - 女子サッカー選手、AC長野パルセイロ・レディース

### 野球
- 髙橋光成 - 埼玉西武ライオンズ（2014年ドラフト1位）、元U18日本代表
- 小川龍成 - 千葉ロッテマリーンズ（2020年ドラフト3位）、元侍ジャパン大学日本代表
- 丸山和郁 - 東京ヤクルトスワローズ（2021年ドラフト2位）、元侍ジャパン大学日本代表
- 神戸文也 - 元プロ野球選手、エイジェック硬式野球部
- 西澤洋介 - 元プロ野球選手
- 廣神聖哉 - 元プロ野球選手
- 松原靖 - 元プロ野球選手

### バスケットボール
- 船生誠也 - バスケットボール選手、琉球ゴールデンキングス
- 熊谷航 - バスケットボール選手、シーホース三河
- 栗原奨太 - バスケットボール選手、群馬クレインサンダーズ
- 酒井達也 - バスケットボール選手、湘南ユナイテッドBC

### 陸上競技
- 井上喜貴 - 陸上競技選手、元円盤投日本ジュニア記録保持者
- 井汲亮介 - 陸上競技選手、キングストン世界ジュニア選手権代表
- 小野裕幸 - 陸上競技選手、世界クロスカントリー選手権代表

### 格闘技
- 天田ヒロミ - 格闘技選手（K-1）、1996年全日本アマチュアボクシング選手権優勝。
- 田村ハヤト - プロレスラー
- レイズ・カヨル - 柔道家

### その他のスポーツ
- 武藤俊憲 - プロゴルファー、赤城カントリークラブ所属
- 後閑信一 - 元競輪選手

### 芸能
- 野村康太 - 俳優
- ヤガミトール - ミュージシャン「BUCK-TICK」ドラマー。＊中退
- 吉田ゐさお - ミュージシャン・音楽プロデューサー、音楽ユニット元Jungle Smile
- 立川がじら - 落語家

### その他の出身者
- 山田浩史 - 群馬テレビアナウンサー
- 唐澤恋花 - 中国放送アナウンサー

## 著名な教職員・関係者
- 山田耕介 - 同校サッカー部監督
- 荒井直樹 - 同校硬式野球部監督

## 系列校
学校法人群馬育英学園
- 育英大学（群馬県高崎市京目町）
- 育英短期大学（群馬県高崎市京目町）

学校法人群馬英数学舘（姉妹法人）
- 育英メディカル専門学校[17]

学校法人中村学園（姉妹法人）
- 大利根育英幼稚園（幼保連携型認定こども園）[17]
- 朝日が丘こども園（幼保連携型認定こども園）[17]